# Valeria Safonova
Pour les articles homonymes, voir Safonova.
Valeria Ievguenievna Safonova (en russe : Валерия Евгеньевна Сафонова) est une joueuse de volley-ball russe née le 28 mars 1992 à Novy Ourengoï. Elle mesure 1,84 m et joue au poste de centrale. 

## Clubs
| Club                     | De        | À         |
| ------------------------ | --------- | --------- |
| Ouralotchka-2            | 2006-2007 | 2011-2012 |
| Ouralotchka NTMK         | 2012-2013 | 2016-2017 |
| PSK Sakhaline            | 2017-2018 | 2017-2018 |
| VK Lokomotiv Kaliningrad | 2018-2019 | 2018-2019 |
| Ouralotchka NTMK         | 2019-2020 | …         |

## Palmarès
- Coupe de la CEV
  - Finaliste : 2014.
- Challenge Cup
  - Finaliste : 2015.
- Championnat de Russie
  - Finaliste : 2016, 2019.